# Jacob Hecht
Jacob Hecht (* 25. Juni 1879 in Gondelsheim; † 5. April 1963 in Basel; heimatberechtigt ebenda) war ein deutsch-schweizerischer Unternehmer. Er war einer der führenden Binnenschifffahrts-Unternehmer in Deutschland.

## Leben
Jacob Hecht wurde als jüngstes von fünf Kindern des jüdischen Hauptlehrers und Kantors Simon Hecht geboren. Er wuchs in der Leitergasse in Gondelsheim, in einem Anbau der Synagoge auf. Nachdem er die Volksschule in Gondelsheim besucht hatte, wechselte er an das Schönborn-Gymnasium in Bruchsal. Nach einer kaufmännischen Lehre beim Bruchsaler Bankhaus Bär gründete er im Jahr 1908 zusammen mit seinem Bruder Hermann Hecht die deutsche Rhenania-Speditions-Gesellschaft, die sich zu einem „Binnenschiffahrtsimperium“ entwickelte.  
Jakob Hecht heiratete am 5. November 1908 in Frankenthal Flora Ella Mohr, geboren am 20. August 1887 in Frankenthal, verstorben am 28. Februar 1972 in Basel, die Tochter des Seifenfabrikanten Samuel Mohr und dessen Ehefrau Hermine Cahn. Nach der Hochzeit zog das junge Ehepaar nach Antwerpen. In Antwerpen kamen die Kinder Rudolf Karel (geboren am 15. August 1909, verstorben am 15. April 1993 in Haifa/Israel) und Willi Werner (geboren am 19. April 1914, verstorben am 18. März 2001 in Jerusalem/Israel) zur Welt.
Jacob Hecht wanderte 1919/20 mit seiner Familie in die Schweiz aus und gründete in Basel die Neptun-Reederei. Er blieb Aufsichtsratsvorsitzender der Rhenania-Schifffahrts- und Speditionsgesellschaft in Mannheim. Kurz vor Ausbruch des Zweiten Weltkrieges wurden die deutschen Niederlassungen der Gebrüder Hecht nach dem damaligen Sprachgebrauch arisiert. Ende 1933 nahm Jacob Hecht die schweizerische Staatsbürgerschaft an.

## Ehrungen
Jacob Hecht wurde 1959 das Große Verdienstkreuz der Bundesrepublik Deutschland verliehen. Im Jahre 1958 ernannte die Gemeinde Gondelsheim Jacob Hecht anlässlich ihrer 700-Jahr-Feier zum Ehrenbürger. In Gondelsheim gibt es auch eine Jacob-Hecht-Straße. In Basel existiert bis heute eine Jacob Hecht-Stiftung der Rhenus Alpina AG.